# Emba (řeka)
Emba (rusky Эмба) je řeka v Aktobské a Atyrauské oblasti v Kazachstánu. Je 712 km dlouhá. Povodí má rozlohu 40 400 km².

## Průběh toku

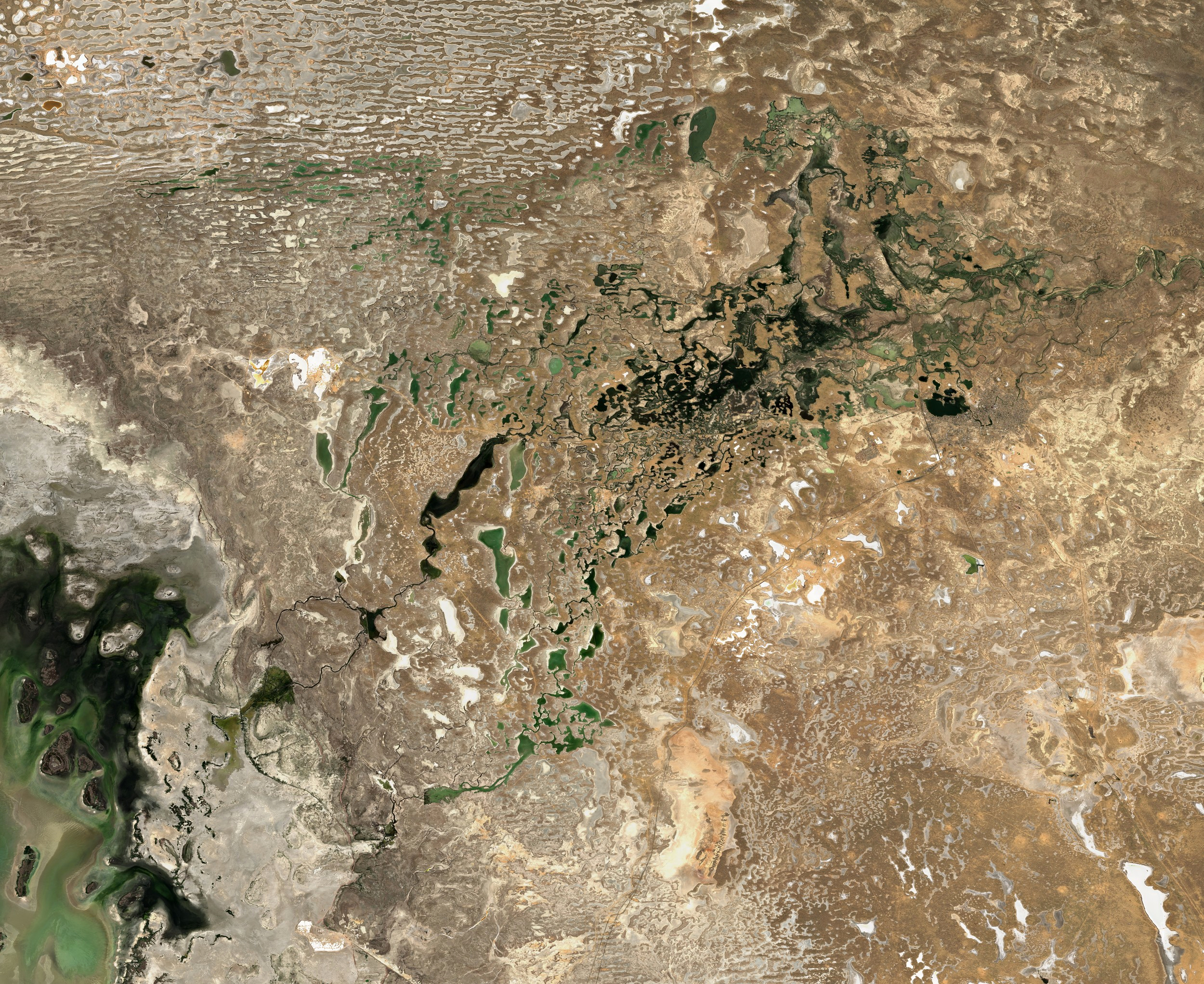
Snímek dolního toku ze satelitu Sentinel-2 (2022)

Pramení na západním svahu Mugodžar a teče přes Poduralskou planinu a Kaspickou nížinu. Ztrácí se 5 km od pobřeží Kaspického moře. Na horním toku (120 km) silně meandruje. V létě se koryto na horním toku skládá z izolovaných jezírek a níže po toku se 4 až 5 m hluboké tůně střídají s mělkými úseky. Na dolním toku řeka vysychá a rozděluje se na oddělené úseky. Hlavní přítoky jsou zprava Temir a zleva Atsaksy.

## Vodní stav
Zdroj vody je převážně sněhový. Převážná část vody proteče v období jarních vysokých vodních stavů (duben až květen). Průměrný průtok vody 152 km od ústí je 17,5 m³/s, maximální 1 240 m³/s. Voda je silně mineralizovaná. Slanost dosahuje na horním toku na jaře 150 až 200 mg/l a v létě až 800 mg/l. Na dolním toku dosahuje na jaře 1500 až 2000 mg/l a v létě 3000 až 5000 mg/l.

## Využití
Voda se využívá na zavlažování. V povodí Emby se těží ropa. Nachází se zde tzv. Severokaspické naleziště ropy a zemního plynu.